# Ducato di Brunswick
Il Ducato di Brunswick (in tedesco: Herzogtum Braunschweig) fu uno storico Stato della Germania. Originariamente corrispondente al territorio del principato di Brunswick-Wolfenbüttel nel Sacro Romano Impero, fu proclamato ducato indipendente dal Congresso di Vienna nel 1815 ed ampliato con l'unione di ulteriori territori. La sua capitale era Braunschweig. Nel corso del XIX secolo, il ducato fu parte dapprima della Confederazione Germanica, della Confederazione Germanica del Nord e dal 1871 dell'Impero tedesco. Venne soppresso alla fine della prima guerra mondiale ed il suo territorio venne incorporato nella Repubblica di Weimar come Stato libero di Brunswick.

## Storia

### Prima del ducato
Il titolo di "Duca di Brunswick e Lüneburg" (in tedesco: Herzog zu Braunschweig und Lüneburg) fu detenuto, a partire dal 1235, da vari membri della famiglia Welfen che governavano diversi piccoli territori nel nord-ovest della Germania. Questi possedimenti non avevano tutte le caratteristiche formali di uno stato unitario moderno, non essendo né compatti né indivisibili. Quando diversi figli di un duca si contendevano il potere, le terre venivano spesso divise tra loro; quando un ramo della famiglia perdeva il potere o si estingueva, le terre venivano riassegnate tra i membri superstiti della famiglia; i diversi duchi potevano anche scambiarsi i territori. L'elemento unificante di tutti questi territori era che erano governati da discendenti in linea maschile del duca Ottone I (1235-1252).
Dopo alcune prime divisioni, il Brunswick-Lüneburg si riunificò sotto il duca Magnus II (morto nel 1373). Dopo la sua morte, i suoi tre figli governarono congiuntamente il ducato. Dopo l'assassinio del fratello Federico I, duca di Brunswick-Lüneburg, i fratelli Bernardo ed Enrico si spartirono il territorio, ricevendo da Enrico il territorio di Wolfenbüttel.

### La costituzione del ducato di Brunswick

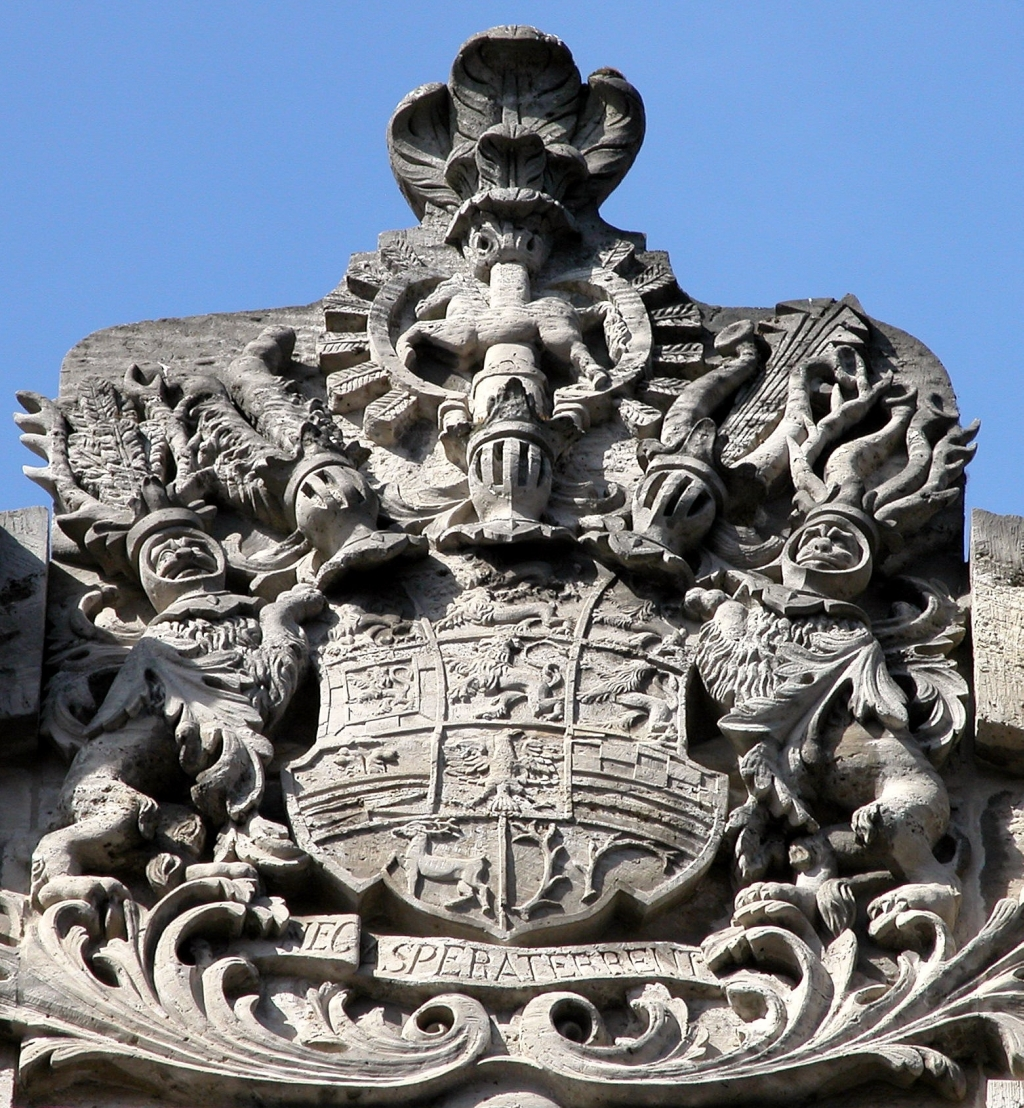
Stemma in pietra del ducato di Brunswick

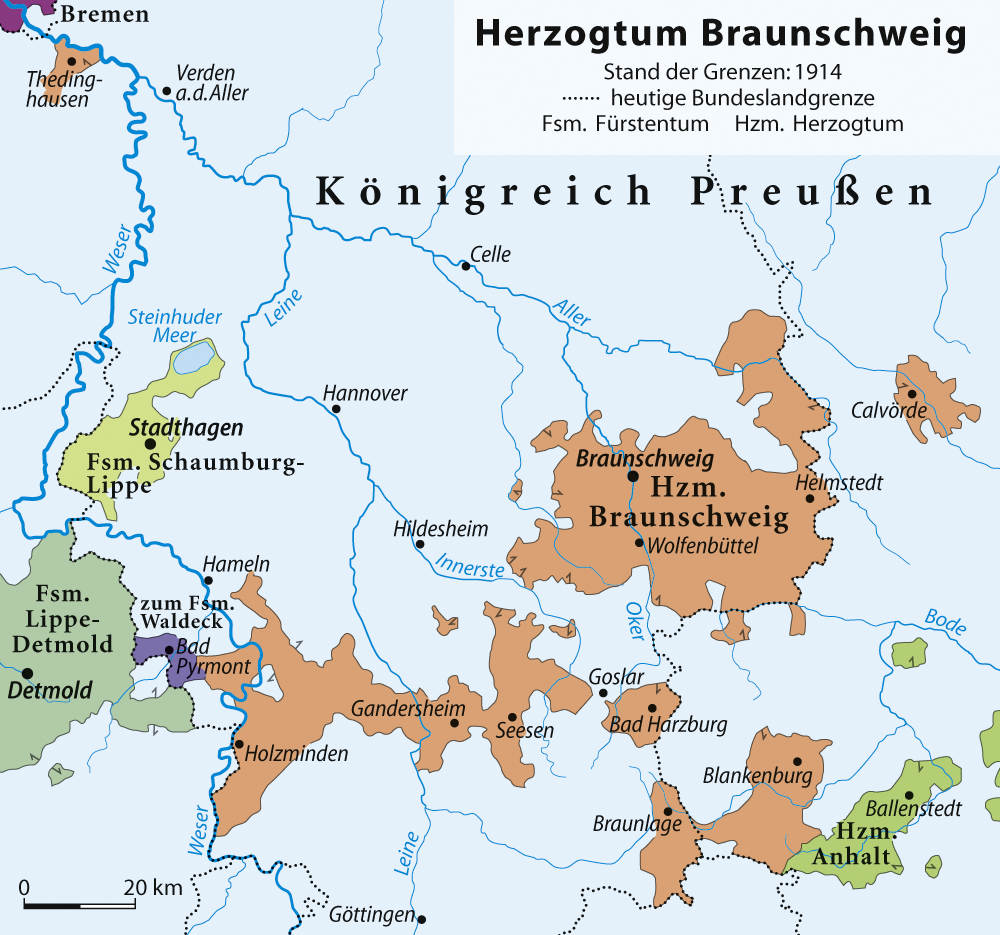
Estensione del ducato di Brunswick nel 1914

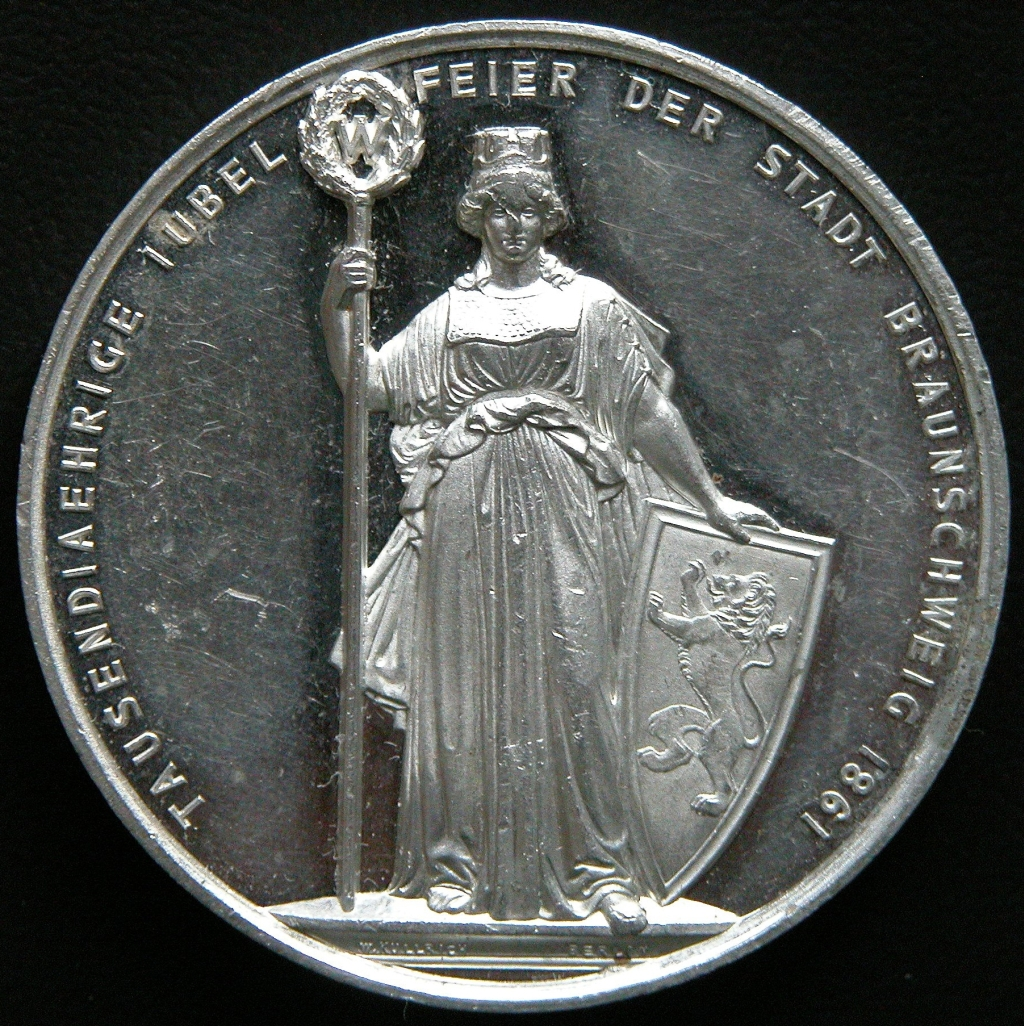
Brunonia, medaglia allegorica dello stato di Braunschweig

Il territorio del principato di Brunswick-Wolfenbüttel venne riconosciuto come stato indipendente dal Congresso di Vienna nel 1815, comprendendo però, oltre al territorio originale, anche una parte del ducato medioevale di Brunswick-Lüneburg. Dal 1705, comunque, tutte le altre porzioni del Brunswick-Lüneburg, eccetto Wolfenbüttel, erano passate in proprietà al duca di Calenberg e di Lüneburg-Celle, stati che vennero poi compresi nell'Hannover, mentre la linea dei Wolfenbüttel mantenne la propria indipendenza dall'Hannover.
Il Principato di Wolfenbüttel fiorì tra il 1807 ed il 1813 come parte del Regno di Vestfalia. Il Congresso di Vienna del 1815 lo rese indipendente come Ducato di Brunswick, ponendovi a capo il duca Federico Guglielmo, militare all'epoca ancora impegnato nei conflitti contro Napoleone Bonaparte.

### Carlo II (1815-1830)
Il duca Carlo, figlio primogenito, ma ancora minorenne, del duca Federico Guglielmo (ucciso in battaglia poco dopo la sua nomina a duca da parte del Congresso di Vienna), ottenne di ascendere al trono come erede di suo padre, ma venne posto sotto la tutela del principe Giorgio d'Inghilterra, reggente del Regno Unito e dell'Hannover.
Quando Carlo nel 1827 raggiunse la maggiore età, dichiarò come non valide molte delle leggi promulgate durante la reggenza. Dopo l'intervento della Confederazione Germanica, Carlo venne forzato però ad accettare tali leggi.
Il duca Carlo II per non perdere influenza sul Landtag, cercò di evitare di convocarlo. Carlo II impose una rigida politica di austerità che gli inimicò la popolazione e l'esercito. Nel 1830, quando le perdite di raccolto si fecero più frequenti, il duca non prese alcuna misura per alleviarle ed intraprese un viaggio estivo a Parigi, dove assistette al rovesciamento di Carlo X. Rientrato a Braunschweig ricevette una delegazione del magistrato cittadino, che gli presentò una petizione in cui si raccomandava la convocazione della Dieta. Carlo II, tuttavia, non pensò di fare concessioni e aumentò la presenza militare. 
Il governo ducale si limitava a prospettare sgravi fiscali. Tuttavia, questo non tranquillizzò la popolazione. La sera del 6 settembre 1830, i dimostranti si radunarono fuori dal teatro di corte. Quando il duca lasciò in anticipo la rappresentazione teatrale, i dimostranti lanciarono pietre contro la sua carrozza. Carlo II si ritirò nel castello e diede ordine di radunare tutte le truppe, chiudendo così ogni accesso al castello. Poco dopo, circa 500 persone si radunarono davanti al cancello principale del castello e chiesero a gran voce pane e lavoro. Poiché la folla non si ritirava, il duca ordinò di schierare la cavalleria e di sgomberare l'area. La folla si scatenò quindi per la città, distruggendo i lampioni e rompendo le finestre della casa di una delle amanti del duca. Per contenere i disordini, Carlo II autorizzò la formazione di una milizia di cittadini a Braunschweig. Nel frattempo, venivano vietati gli assembramenti pubblici di sei o più persone nell'area cittadina.
La sera del 7 settembre una folla assalì il cancello del palazzo ducale e cercò di aprire porte e finestre con asce e accette. Allora Carlo II, travestito da aiutante di campo, uscì dal palazzo senza farsi notare attraverso un'entrata secondaria. Dopo la fuga di Carlo, la nobiltà locale convocò il fratello Guglielmo cui fu inizialmente affidata solo una responsabilità provvisoria come governatore generale e succedette ufficialmente come duca solo l'anno successivo, anche perché Carlo non fu mai in grado di tornare dal suo esilio britannico. Era la prima volta che una rivoluzione spodestava dal trono un sovrano tedesco.

### Guglielmo VIII (1830-1884)
Quando il fratello di Carlo, Guglielmo VIII, giunse a Braunschweig il 10 settembre, venne ricevuto trionfalmente dalla popolazione, che per molto tempo lo aveva considerato il legittimo reggente del fratello.
Guglielmo lasciò molti degli affari di governo ai suoi ministri e trascorse però molto tempo fuori dai confini del ducato, occupandosi dei propri possedimenti ad Oels.
Mentre il Regno di Hannover venne annesso alla Prussia nel 1866, il Ducato di Brunswick rimase stato sovrano e indipendente ed aderì dapprima alla Confederazione e poi all'Impero di Germania nel 1871.
Negli anni settanta dell'Ottocento, quando ormai era ovvio che la casa regnante dei Guelfi si sarebbe estinta, il deposto Giorgio V di Hannover propose suo figlio, duca di Cumberland, a succedere a quel trono, ma si scontrò subito con la forte pressione della Prussia, che aveva annesso l'Hannover pochi anni prima.
Per evitare questi contrasti, già dal 1879 il duca Guglielmo VIII stabilì perciò la costituzione di un consiglio di reggenza temporaneo che, alla sua morte nel 1884, quando la linea principale si estinse, consentì il progressivo passaggio del dominio agli Hannover.

### Reggenza (1884-1913)

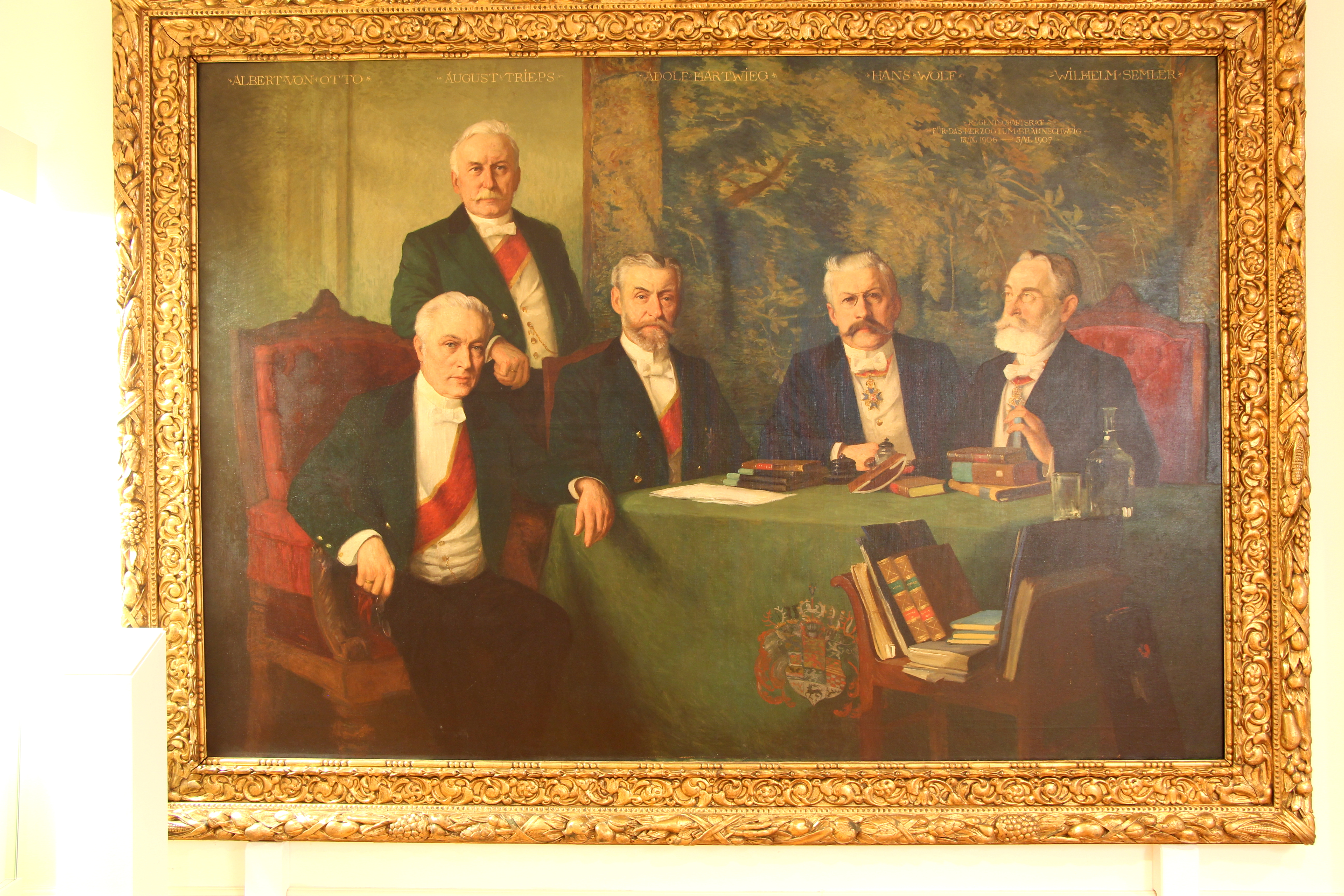
I membri della reggenza nel 1906

Vennero nominati due reggenti per il ducato, il principe Alberto di Prussia sino alla sua morte nel 1906 e poi il duca Giovanni Alberto di Meclemburgo.

### Ernesto Augusto III (1913-1918)
La situazione rimase instabile sino all'ascesa di Ernesto Augusto, figlio del duca di Cumberland, nel 1913 e genero di Guglielmo II. La famiglia dei Guelfi si riconciliò dunque con gli Hohenzollern e rinunciò ai propri diritti sull'Hannover, cedendolo definitivamente alla Prussia.
L'ultimo duca, ad ogni modo, nel 1918 fu costretto ad abdicare e la Repubblica di Weimar istituì il Libero Stato di Brunswick.

## Divisione amministrativa
Dopo il Congresso di Vienna e per tutto il corso del XIX secolo il ducato fu suddiviso in circoli amministrativi:
- Braunschweig
- Wolfenbüttel
- Helmstedt
- Gandersheim
- Holzminden
- Blankenburg
- Goslar in condominio con l'Hannover (675 abitanti nel 1857)

ed alcune exclavi: Calvörde e parte della brughiera di Luneburgo sulla riva destra del fiume Aller, Thedinghausen a sud di Brema, Bad Harzburg sull'Harz, Bodenburg a sud di Hildesheim, Ölsburg ad ovest di Braunschweig.

## Duchi di Brunswick

### Casa di Brunswick-Dannenberg
1. 1814–1815: Federico Guglielmo
2. 1815–1830: Carlo II. Fu costretto ad abdicare nel 1830 in favore del fratello.
3. 1830–1884: Guglielmo VIII. Ultimo della linea di Brunswick, seguendo la quale la successione spettava alla famiglia reale di Hannover, che era stata espropriata dei propri domini tedeschi dalla Prussia a seguito della guerra Austro-Prussiana del 1866.

### Reggenza
1. 1884-1885: Hermann von Görtz-Wrisberg, reggente.
2. 1885–1906: Alberto di Prussia, reggente. Il governo tedesco prevenne la successione del Duca di Cumberland, appartenente alla dinastia degli Hannover, al trono di Brunswick e sostituì un reggente prussiano per il Duca.
3. 1907–1913: Giovanni Alberto di Meclemburgo-Schwerin, reggente.

### Casa di Hannover
1. 1913–1918: Ernesto Augusto

## Popolazione
| Anno | Popolazione | Fonte | Grafico |
| ---- | ----------- | ----- | ------- |
| 1822 | 230.400     | [ 1 ] |         |
| 1855 | 269.209     | [ 2 ] |         |
| 1871 | 311.764     |       |         |
| 1880 | 349.367     |       |         |
| 1890 | 403.773     |       |         |
| 1900 | 464.333     |       |         |
| 1905 | 485.655     |       |         |
| 1910 | 494.339     |       |         |